# Łohowoszcza
Łohowoszcza (biał. Лагвошчы, Łahwoszczy; ros. Логвощи, Łogwoszczi) – wieś na Białorusi, w obwodzie homelskim, w rejonie żytkowickim, w sielsowiecie Jurkiewicze, przy drodze magistralnej M10.

## Warunki naturalne
Położona jest wśród lasów, przy dużych stawach rybnych. Graniczy z Rezerwatem Krajobrazowym Środkowa Prypeć. Ok. 2 km na zachód od wsi przepływa Słucz. Swój początek bierze tu Skrepica.

## Historia
W XIX i w początkach XX w. położona była w Rosji, w guberni mińskiej, w powiecie mozyrskim. Ze względu na otoczenie przez lasy i mokradła była miejscowością odludną.
Po I wojnie światowej pod administracją polską, w Zarządzie Cywilnym Ziem Wschodnich, w okręgu brzeskim, w powiecie mozyrskim.
W wyniku postanowień traktatu ryskiego znalazła się w granicach Związku Sowieckiego. W okresie międzywojennym położona była w pobliżu granicy z Polską, którą wyznaczała tu Słucz. Od 1991 w niepodległej Białorusi.